# 滨湖温登
滨湖温登是奥地利布尔根兰州滨湖新锡德尔县的一个市镇。总面积13.51平方公里，总人口1125人，人口密度83.3人/平方公里（2001年）。